# Семёнов, Алексей Васильевич (декабрист)
Алексей Васильевич Семёнов (1799 — 21 сентября 1864, Серпуховской уезд, Московская губерния) — тайный советник, сенатор; глава Кавказской области, Виленской и Минской губерний. Участник Отечественной войны 1812 года и заграничного похода Российской армии 1813—1814 годов. По подозрению в членстве в декабристских обществах был арестован, содержался на главной гауптвахте при Зимнем дворце, но по решению Николая I был освобождён с оправдательным аттестатом. Служил в Департаменте внешней торговли. Автор трудов по истории российской внешней торговли.

## Биография

### Воспитание

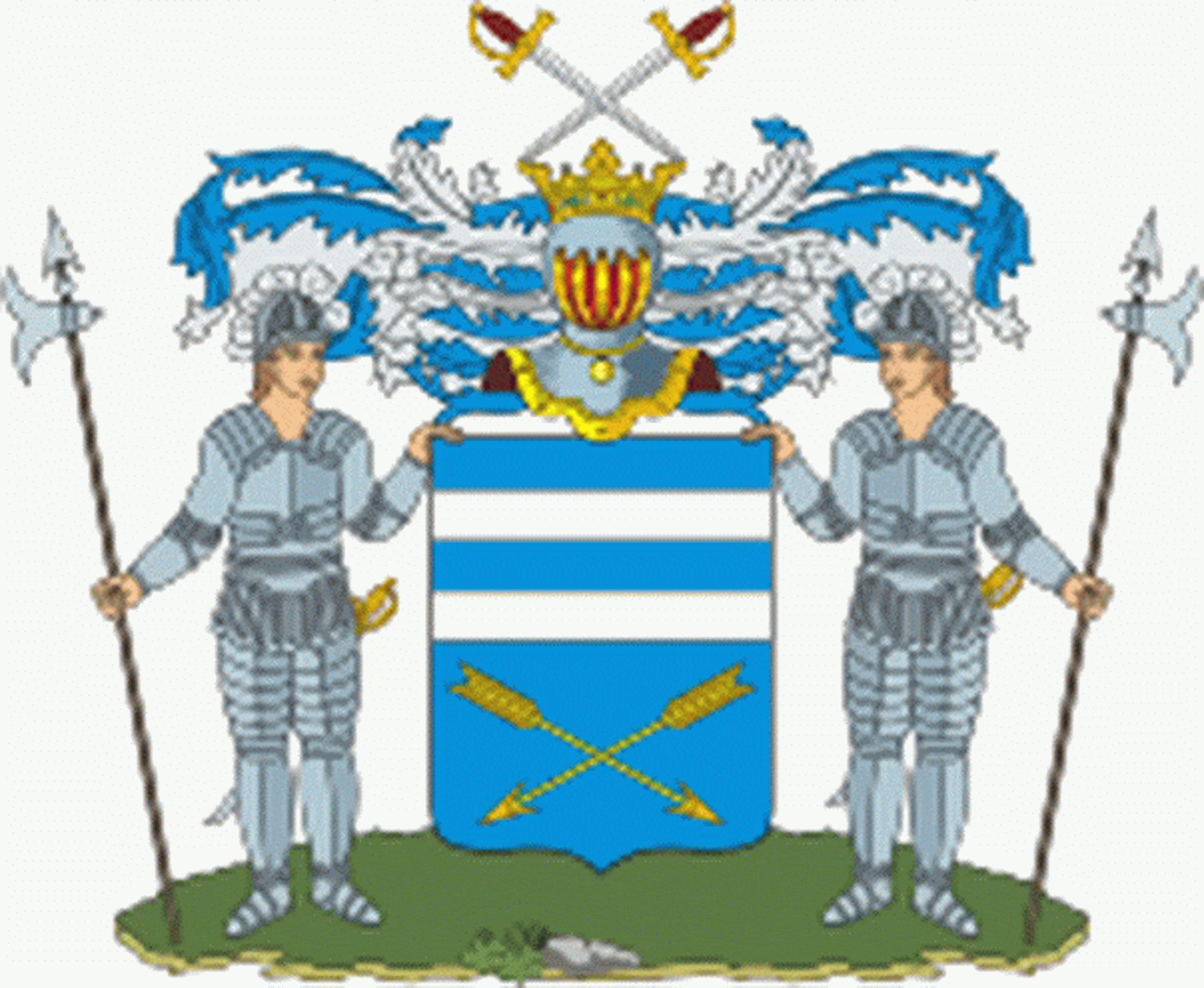
Герб дворян Семёновых

Родился в 1799 году в состоятельной помещичьей семье, принадлежавшей роду московских дворян Семёновых, внесённому в 6-ю часть — древние благородные дворянские роды — родословной книги. Герб рода включён в Общий гербовник дворянских родов Российской империи. В шестилетнем возрасте был записан в пажи Двора Его Императорского Величества.
В 1810—1811 годах воспитывался в одном из ведущих учебных заведений для молодых дворян — университетском пансионе. В июне 1811 года по итогам экзаменов был «произведён в студенты», что позволяло ему продолжать образование, оставаясь пансионером, и слушать лекции в Московском университете . По существовавшему порядку студент университета, прослушавший курс профессорских лекций, получал аттестат с правом на чин 14 класса — коллежского регистратора.
В связи с началом Отечественной войны и объявленным Александром I в июле 1812 года набором во временные народные формирования для участия в боевых действиях против наполеоновских войск 13-летний Семёнов решил поступить на военную службу.

### Военная служба и отставка

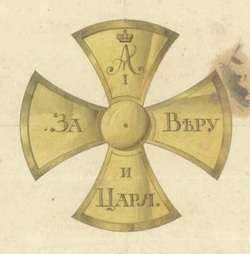
Кокарда фуражки ратника народного ополчения

2 сентября 1812 года избранный начальником ополчения Калужской губернии, генерал-лейтенант В. Ф. Шепелев назначил А. В. Семёнова прапорщиком 1-го пешего казачьего полка, командиром которого был генерал Д. С. Львов.
По указанию главнокомандующего М. И. Кутузова в середине сентября отряды Калужского ополчения были направлены в окрестности Можайска и Вереи для участия в блокаде войск противника, чтобы перекрыть французам путь отступления на Брянск.
В октябре ими была очищена от французских войск территория Рославльского, Мосальского и Ельнинского уездов Смоленской губернии. За храбрость, проявленную 15-16 октября в сражении у деревни Хмара недалеко от города Рославль, был представлен к награждению орденом Святой Анны 3 степени.
17 ноября 1812 года В. Ф. Шепелев рапортовал М. И. Кутузову об отличиях офицеров Калужского ополчения, в том числе и прапорщика Семёнова, который в ходе сражения

«был отряжен со сводною сотнею для ударения во фланг неприятелю, что он исполня, ударил в штыки и тем сделал расстройку неприятелю».

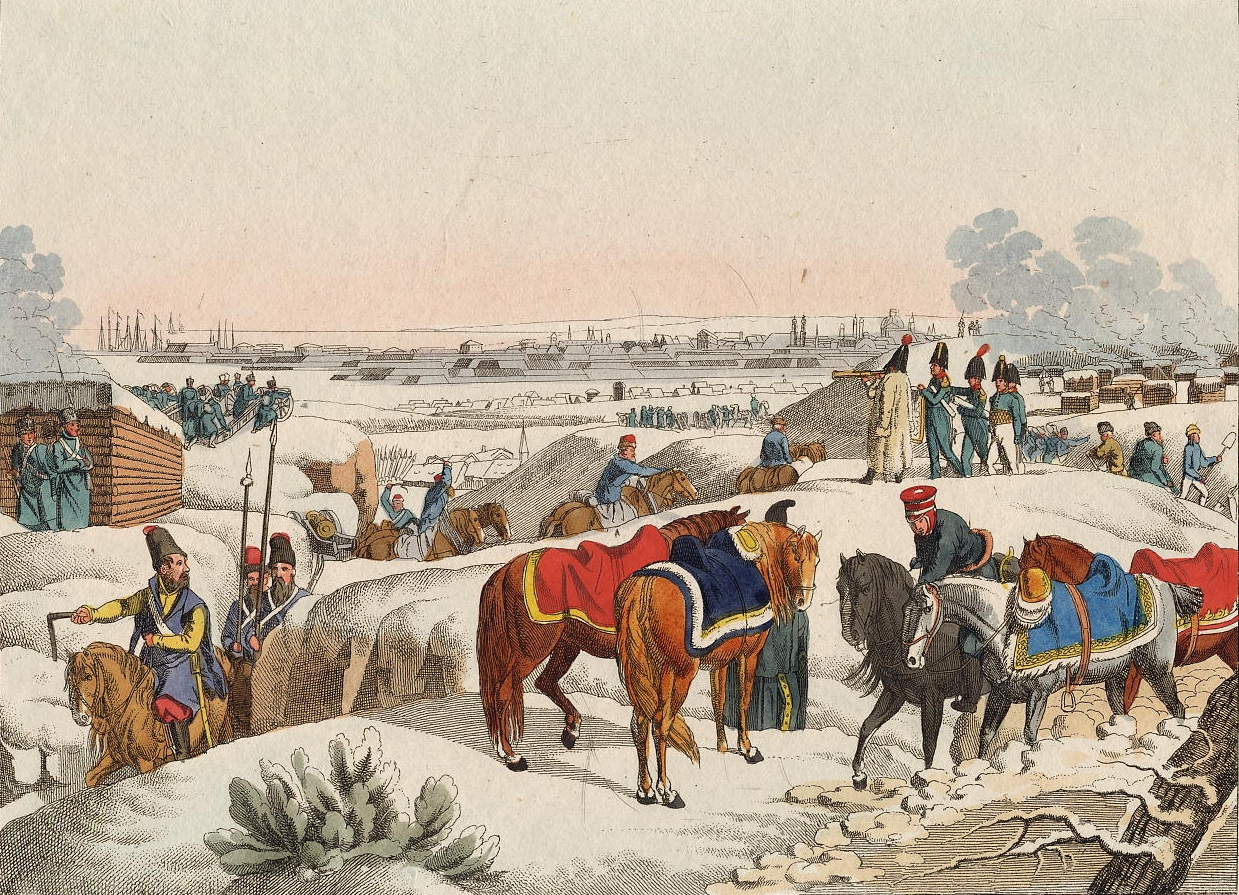
Осада Данцига русскими войсками

После освобождения Калужской губернии ополчение принимало участие в очистке от французских войск Могилёвской губернии.
В январе 1813 года ополчение в составе российской армии выступило в заграничный поход. С июня до середины декабря 1813 года Калужское ополчение, которое 2 февраля 1813 года после смерти В. Ф. Шепелева возглавил генерал Д. С. Львов, участвовало в осаде и боях за освобождение Данцига.
В формуляре А. В. Семёнова отмечено, что он

«с 12 августа и по 21-е число декабря 1813 года во время блокады и осады г. Данцига как в ночных неприятельских вылазках с действием, так и при блокировании города, будучи при производстве траншейных работ, находился».

22 января 1814 года Александр I подписал указы о роспуске народных ополчений и порядке возвращения их в Россию.
«С покорением Данцига признал я нужным распустить по домам ополчение, перенёсшее в осадном корпусе необыкновенные труды и неоднократно оказавшее мужество и храбрость в делах с неприятелем… в особенную обязанность и ответственность вашу поставляю сбережение в пути людей, толь усердно защищавших отечество».
Калужское ополчение «в полном воинском порядке с штаб- и обер-офицерами» было направлено через Гродно в Калугу. При этом император разрешил командующему осадным корпусом А. Вюртембергскому, не отправляя в Россию, причислить к полкам действующей армии признанных способными к службе офицеров ополчения (при их желании) и «доставить списки об них мне и управляющему Военным министерством».
22 апреля 1814 года А. В. Семёнов был зачислен в 3-й гренадерский полк. 6 октября 1815 года переведен в лейб-гвардейский Егерский полк.
Служба в гвардии сблизила его с либерально-мыслящими офицерами, входившими после возвращения из военных походов в законспирированный кружок, который, отдавая дань армейской традиции и высоким устремлениям участников, стали называть «Священная артель». И. И. Пущин вспоминал, что в лицейские годы он

«был частым гостем артели, которую тогда составляли Муравьёвы (Александр и Михайло), Бурцов, Павел Калошин и Семенов. Постоянные наши беседы о предметах общественных, о зле существующего у нас порядка вещей и о возможности изменения, желаемого многими в тайне, необыкновенно сблизили меня с этим мыслящим кружком…»

И. Д. Якушкин, характеризуя эти годы, писал, что у «молодёжи было столько избытка жизни при тогдашней её ничтожной обстановке, что увидеть перед собой прямую и высокую цель почиталось уже блаженством». В конце 1817 года во время пребывания гвардии в Москве А. Н. Муравьёв принял Семёнова в «Общество военных людей», предваряющее создание новой тайной организации и просуществовавшее всего несколько месяцев. С момента основания в 1818 году «Союза благоденствия» он стал членом коренного совета и руководил управой общества при гвардейском генеральном штабе в Петербурге.
В 1818 году вошёл в число основателей тесно связанного с Союзом благоденствия «Общества Измайловского полка».
С 24 января 1818 года — подпоручик, с 8 марта 1820 года — поручик. 23 февраля 1823 года назначен штабс-капитаном, а 8 октября 1824 года произведён в капитаны. 27 декабря 1824 года был уволен с военной службы «с мундиром». Около года жил в селе Голубино Серпуховского уезда Московской губернии — вотчине скончавшегося примерно в 1820 году отца.

### Прощёный декабрист
12 января 1826 года арестованный И. И. Пущин показал на следствии по делу о событиях 14 декабря 1825 года, что Семёнов входил в составленную им и Е. П. Оболенским в начале этого года московскую управу Северного общества.
В этот же день на заседании следственного комитета по делу декабристов было запротоколировано указание Николая I московскому военному генерал-губернатору Д. В. Голицыну — «взять и привезть в С.-Петербург» из Москвы «служившего лейб-гвардии в Егерском полку» А. В. Семёнова. В Москве Семёнова не нашли — осенью 1825 года он женился и переехал в Петербург. 23 октября 1825 года был принят в Департамент внешней торговли. С 22 декабря 1825 — надворный советник. 2 января 1826 года назначен исполняющим обязанности столоначальника, а 22 февраля 1826 года был утверждён в этой должности.
Только в конце марта 1826 года он был арестован петербургским полицмейстером полковником К. Ф. Дершау. Задержание А. В. Семёнова не стало неожиданностью для семьи. Старший брат его жены А. Ф. Львов, служивший до 1825 года при А. А. Аракчееве, писал: «Зная все сношения Алексея Васильевича с злоумышленниками и дружескую его связь со многими из них, чего могли мы ожидать?».
Содержался на гауптвахте Зимнего дворца. На допросе он признал, что ранее принадлежал к Союзу благоденствия, но «совершенно от оного отстал» и не имел никаких сведений о возникшем позднее тайном обществе и планах его действий, намеченных на 14 декабря 1825 года.
В связи показаниями Е. П. Оболенского (21 января) о том, что «отставший» от Союза благоденствия ещё до его роспуска Семёнов не только принадлежал «к нынешему обществу», но и знал о намеченных на 14 декабря действиях, хотя «в оных не участвовал», и И. И. Пущина (29 марта) о том, что в начале 1825 года на совещании членов тайного общества в Москве Семёнов участвовал в обсуждении возможности введения в России конституции, было решено провести очные ставки между давшими обвинительные показания и подозреваемым.
12 апреля 1826 года А. В. Семёнова привезли в Петропавловскую крепость. Но и на очных ставках с Е. П. Оболенским и И. И. Пущиным он продолжал настаивать на искренности своих прежних показаний.
Несмотря на то, что личное участие Семёнова в начале 1825 года в совещаниях московской управы тайного Северного общества было подтверждено и другими декабристами, следствие сочло недоказанными не только его принадлежность к организаторам «злоумышленных» действий, но и осведомлённость о таковых.
Заседание CVII

Положили: всеподданнейши донесть государю императору о следующем: из показаний некоторых злоумышленников Семёнов уже был известен Комитету как член, давно отставший от Союза благоденствия, и потому и был оставлен без внимания, но впоследствии, когда князь Оболенский объявил, что он по дружеской связи предупредил Семёнова о намерениях общества на 14-е декабря, то сей последний и был взят и допрошен. В ответах своих, сознаваясь в давней принадлежности к Союзу благоденствия, Семёнов отрицался от предварительного знания о возмущении 14-го декабря и на данной ему с князем Оболенским очной ставке при сём отрицании остался, прибавляя только что Оболенский ему, что имел некоторое сомнение насчёт вторичной присяги. Оболенский же, не отпираясь от прежнего своего показания, пояснил что он говорил ему неопределительно.

Что же касается до показания коллежского асессора Пущина, будто бы Семёнов присутствовал в собрании члено, бывшем в Москве у отставшего поручика Тучкова, то сие обстоятельство по исследованию оказалось ничтожным, ибо Пущин не будучи в состоянии доказать, что в сём собрании было рассуждаемо о возможности ввести в России конституцию, сам от сего отказался.

По соображении сего дела Комитет заключил, что надворный советник Семёнов подходил бы без затруднения под разряд невзятых или освобождённых членов Союза благоденствия, если бы показания князя Оболенского не навело бы некоторое на него сомнение, но оное, однако, неосновательно и ничем не может быть пояснено, а потому об участи его, Семёнова, который дальнейшему исследованию не подлежит, следует представить на всемилостивешее его императорского величества благоусмотрении.
Рассмотрев представление о неосновательности показаний против Семёнова, Николай I временно оставил задержанного под арестом. Через полтора месяца следственный комитет вновь вернулся к его судьбе: 31 мая императору была передана записка с извлечением из дела Семёнова. На этот раз на представление последовала резолюция императора — «выпустить».
Историк П. В. Ильин относил А. В. Семенова к категории привлечённых к следствию, но освобождённых от наказания видных участников ранних тайных декабристских обществ. По его мнению, их прощение могло быть связано как с избранной ими тактикой поведения на допросах — честным признанием очевидных фактов и настойчивым отрицанием предъявляемых им следствием отягчающих свидетельских показаний, так и с возможной личной известностью императору.
3 июня дежурный генерал Главного штаба А. Н. Потапов запросил у военного министра А. И. Татищева список всех освобождённых 2 июня из-под ареста по делу о злоумышленном обществе «для представления их в будущее воскресенье государю императору».
6 июня на аудиенцию к Николаю I были приглашены шестеро бывших подследственных — поручик 6-й конно-артиллерийской роты Ф. Е. Врангель, князь М. Ф. Голицын, А. С. Грибоедов, отставной полковник М. Н. Муравьёв, корнет А. А. Плещеев 2-й и А. В. Семёнов. 9 июня все они получили оправдательные аттестаты.
В поздней публикации дочери А. В. Семёнова — Н. А. Неведомской-Динар отразились семейные переживания того времени: «Отец мой был декабрист. В первый год женитьбы его заключили в Петропавловскую крепость. Как ему удалось быть освобождённым, нам не было известно, тогда в николаевское время всё держалось в тайне и разоблачение в этом роде наводило страх».

### К психологическому портрету
Е. П. Оболенский, отмечая присущие Семёнову честность и «добродушие, которое делает его чувствительным к малейшей скорби ближнего», писал, что он «не позволял себе малейшего поступка, в котором он мог бы себя укорять».

### Карьера
В 1834 году статский советник А. В. Семёнов назначен вице-губернатором Минской губернии.
11 апреля 1838 года получил чин действительного статского советника и переведён в Ставрополь губернатором Кавказской области.
C 20 октября 1840 года по 19 сентября 1844 года — губернатор Виленской губернии.	
С 2 мая 1844 года по 26 января 1850 года — губернатор Минской губернии.
С 20 декабря 1846 года — тайный советник.
В 1850 году назначен сенатором, сначала в Москве, а с 1853 года — в Петербурге.
30 августа 1862 года вышел в отставку.
Умер 21 сентября 1864 года.

#### Награды
- Орден Святой Анны 3-й степени (1812)
- Орден Святого Станислава 1-й степени (1839);
- Орден Святой Анны 1-й степени (1843)
- Орден Святой Анны 1-й степени с императорской короной (1845);
- Орден Святого Владимира 2-й степени (1849);
- Орден Белого Орла (1856);

### Семья
Жена (с 13 ноября 1825 года) — Дарья Фёдоровна Львова (23.10.1806—23.11.1864), дочь известного литературного и музыкального деятеля Ф. П. Львова, сменившего композитора Д. С. Бортнянского после его смерти в октябре 1825 года на посту директора Придворной певческой капеллы. Родилась в Петербурге, крещена 24 октября 1806 года в Морском Богоявленском соборе при восприемстве поэта Г. Р. Державина и вдовы А. П. Козляниновой. В семье было шесть детей:
- Надежда (1832) — известная певица, чьё исполнительское мастерство высоко оценил П. И. Чайковский[49]. Известно посвящённое ей стихотворение А. Н. Апухтина «Я слушал вас…» (1958)[50]. Сценические псевдонимы — Дюнор и Динар. Была замужем за журналистом и переводчиком исторических трудов Василием Николаевичем Неведомским (c 1852), сыном писателя Н. В. Неведомского. Мемуаристка — её семейные воспоминания опубликованы в журнале «Русская старина» в 1906 году.
- Фёдор (1833—19.02.1873) — выпускник Александровского лицея 1853 года, кавалергард, окончил Академию Генерального штаба, ротмистр, серпуховской предводитель дворянства[51], умер от чёрной оспы в Москве.
- Людмила (1835) — была замужем за ротмистром Александром Николаевичем Скобельцыным, прослужившим 13 лет в Гусарском Его Величества короля Вюртембергского полку. По выходе в отставку занимался разведением орловских рысаков[52].
- Василий (около 1836) — выпускник Александровского лицея 1854 года, владимирский вице-губернатор (1870—1890), тайный советник, почётный гражданин города Владимира[53].
- Владимир (около 1840) — действительный тайный советник с 1902 года, служил в Министерстве Юстиции[54].
- Елизавета (1847) — пианистка, ученица Н. Г. Рубинштейна, была замужем за А. И. Дмитриевым-Мамоновым, томским вице-губернатором, автором книги по истории пребывания и деятельности декабристов в Западной Сибири[55]. Основательница местного отделения русского музыкального общества[56].

За А. В. Семёновым на 1852 год в Серпуховском уезде Московской губернии записаны селения Алексеевка, Голубино , Мансурово и Ступино,  в которых числилось около 650 крепостных мужского и женского пола. С момента выхода в отставку он постоянно жил в своем имении в Голубине. Там он был и похоронен рядом с могилой матери — Натальи Фёдоровны Семёновой, умершей 4 июля 1812 года, на кладбище у стен построенной ею церкви Рождества Богородицы. Здесь же были похоронены его жена Дарья Фёдоровна, которая пережила мужа только на два месяца, и их сын Фёдор Алексеевич.

## Вклад в историю внешней торговли
Опыт и образ мыслей государственника и появившееся в годы сенаторства «досужее время» обратили его профессиональное внимание на поиск и систематизацию сведений о внешней торговли России за 200-летнюю историю её развития, начиная с середины XVII века.
Результатом стало опубликованное в 1859 году трехтомное сочинение — «Изучение исторических сведений о российской внешней торговле и промышленности с половины XVII-го столетия по 1858 г.»
Авторское посвящение императору Александру II начиналось словами Петра I — «свободная торговля и искусное рукоделие составляют изобилие и силу государства».
В 1-м и 2-м томах  собраны данные по истории правительственного регулирования в сфере промыслов, транспортных связей, таможенных правил и торговых отношений с другими государствами систематизированные по периодам — 1649—1680, 1680—1725, 1725—1762, 1762—1801, 1801—1825, 1825—1855.
3-й том посвящён ретроспективе статистических сведений о развитии российской внешней торговли по основным её зарубежным направлениям и связанных с нею основных отраслей промышленности, морского судоходства, сферы финансов, ценообразования и структуры товарооборота.
Этот труд, благодаря обширности приведенных сведений из доступных А. В. Семёнову архивных источников, является «своеобразным справочником по истории торговли и промышленности России».

## Комментарии
1. ↑  Прапорщиками в ополчение принимались и гражданские лица, не служившие ранее в армии, но имевшие чин коллежского регистратора — // Бабкин В. И. Народное ополчение в отечественной войне 1812 г. — М.: Соцэкгиз, 1962. — 212 с. — С. 56.
2. ↑  Много лет спустя И. И. Пущин писал жене Наталье Дмитриевне, первый муж которой декабрист М. А. Фонвизин в 1817 году был командиром 3-го гренадерского полка, где служил ранее и Семёнов, что в те годы в обществе товарищей у молодого Алексея Васильевича было прозвище «Семёнов-борода»: 12 февраля [1858] «…Ужели я никогда не говорил тебе о Семенове-Бороде (таково было у нас во время оно прозвище Алексею Васильевичу…» — Пущин И.И. 220. Н.Д. Пущиной // Записки о Пушкине. Письма. — М.: Директ-Медиа, 2015. — С. 290. — 389 с. — (Литературные воспоминания). — ISBN 5447535395. — ISBN 9785447535391.
3. ↑  В 1833 году А. Ф. Львов написал музыку гимна «Боже, Царя храни!» на слова В. А. Жуковского
4. ↑  После событий 14 декабря оказались под подозрением и братья его жены офицеры Измайловского полка И. Ф. и В. Ф. Львовы, которые были оправданы в конце февраля 1826 года.
5. ↑  Оправдательный («очистительный») аттестат выдавался по милости Николая I подследственным, хотя и признавшим свою принадлежность к ранним организациям — Союзу спасения или к Союзу благоденствия, но причастность которых к образованным после 1821 года тайным обществам не была подтверждена расследованием. Семёнов получил аттестат № 805, Грибоедов — № 806.
6. ↑  М. В. Нечкина писала о возможном ходатайстве за Семёнова его тестя — директора Придворной певческой капеллы Ф. П. Львова.